# Brabham BT62
El Brabham BT62 es un automóvil de pista con motor central producido por el fabricante de automóviles australiano Brabham Automotive. Se introdujo en 2018 y se espera que las entregas comiencen a finales de ese año. Se prevé una producción prevista de sólo 70 coches, en honor a los 70 años de trayectoria de la empresa en las carreras.

## Especificaciones
El BT62 está propulsado por un motor V8 de 5,4 litros de aspiración natural montado en el centro que se basa en la arquitectura del motor modular Ford V8 del fabricante estadounidense Ford Motor Company. El motor ha sido ampliamente modificado y tiene una potencia de 515 kW (691 hp; 700 CV) a 7400 rpm y 492 lb⋅ft (667 N⋅m) de torque a 6200 rpm, lo que le da al automóvil una relación potencia-peso de 653 hp por tonelada. La potencia llega a las ruedas traseras a través de una transmisión de carreras de cambio secuencial Holinger de seis velocidades controlada por levas de cambio montadas en el volante, y la parada se realiza mediante frenos de disco de carbono a carbono, con pastillas de carbono accionadas por seis pistones que actúan. sobre rotores de carbono.
El chasis del BT62 utiliza lo que Brabham llama una "arquitectura metálica tubular" y la carrocería presenta paneles livianos de fibra de carbono, así como pasos de rueda de carbono-kevlar, para darle al automóvil un peso seco de 972 kg (2142 lb). El automóvil tiene un paquete aerodinámico fijo completo como opción que incluye un divisor delantero, un difusor trasero y un alerón trasero grande, todos hechos de fibra de carbono y juntos son capaces de producir 1200 kg (2645 lb) de carga aerodinámica. La suspensión utiliza una configuración de doble horquilla en la parte delantera y trasera y cuenta con amortiguadores Öhlins ajustables en cuatro direcciones accionados por varilla de empuje y barras estabilizadoras ajustables. Las ruedas son unidades de bloqueo central de 18 pulgadas y están envueltas en neumáticos de carreras Michelin.
El interior es relativamente escaso ya que el BT62 está diseñado para conducir en la pista y cuenta con asientos de fibra de carbono con especificaciones FIA, un arnés de seis puntos, molduras de Alcantara, tiradores de puertas de cuero, una caja de pedales ajustable, un tablero de fibra de carbono, un grupo de indicadores digitales en pulgadas, un volante de fibra de carbono extraíble y un extintor de incendios.

## Producción

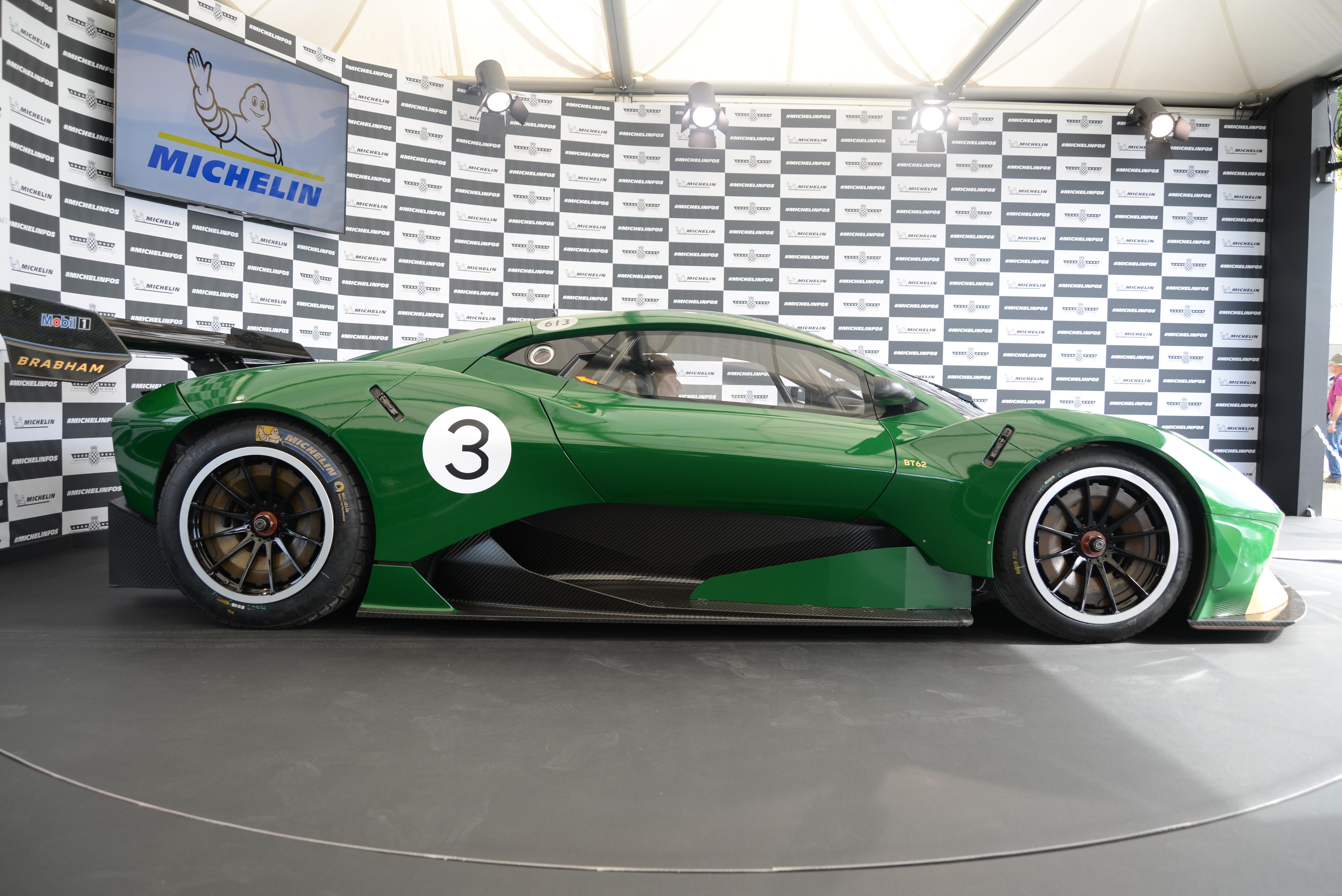
Brabham BT62

Brabham tenía la intención de producir 70 autos para celebrar los 70 años desde que el fundador de la compañía, Sir Jack Brabham, inició su carrera deportiva en Australia en 1948. Los primeros 35 autos estarán terminados con las libreas correspondientes de los 35 autos ganadores de Grandes Premios de Brabham, mientras que el resto esta terminado según las especificaciones del propietario. El BT62 tiene un precio de venta al público de alrededor de 1,4 millones de dólares estadounidenses (alrededor de 1 millón de libras esterlinas al tipo de cambio actual). El precio incluye la entrada al programa de desarrollo de conductores de Brabham, que ofrece sesiones personalizadas de formación de conductores para ayudar a los propietarios a aprovechar al máximo sus coches en la pista. Toda la producción cesó en 2024, cuando Brabham cerró sus puertas.

## Conversión legal en carretera

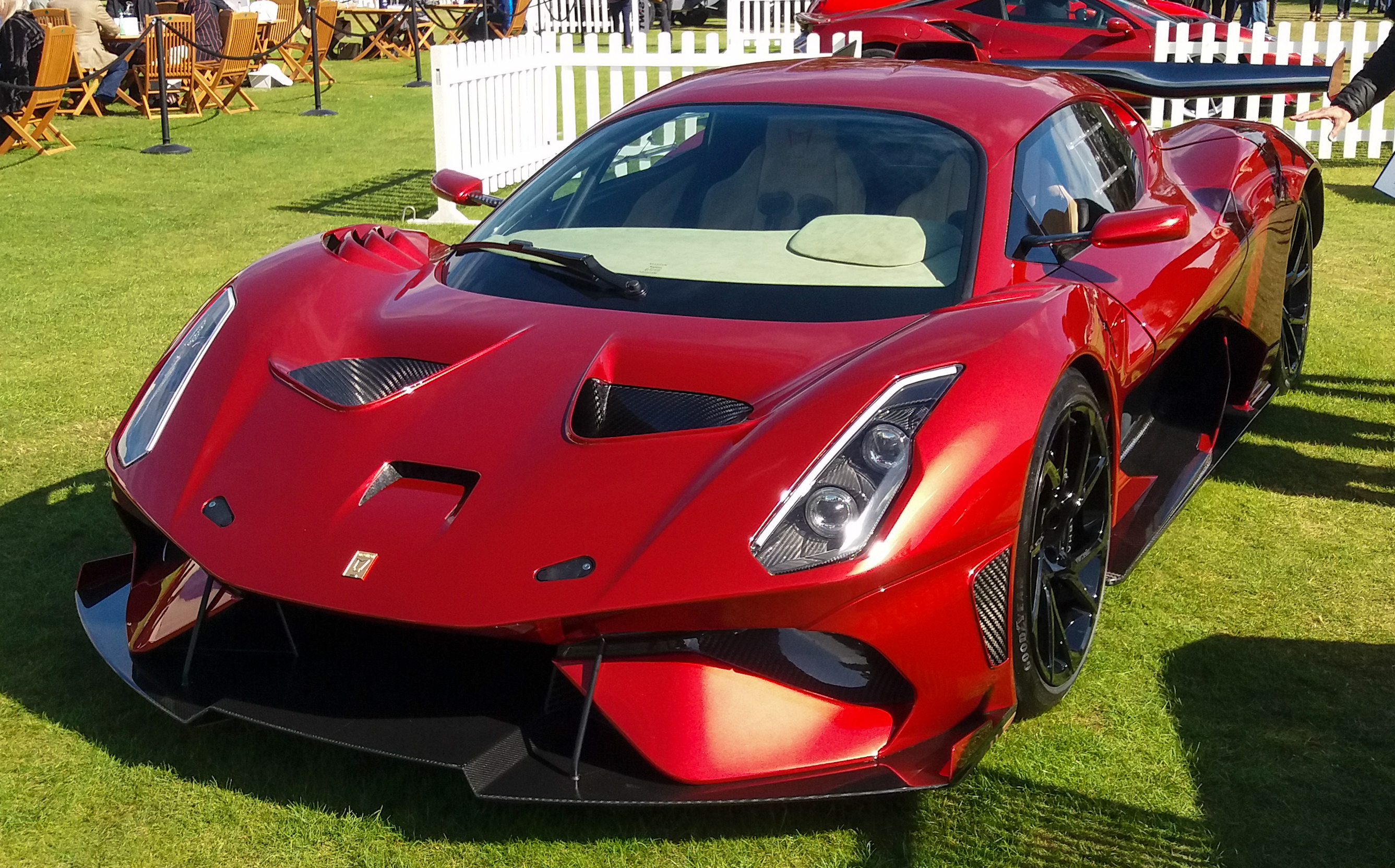
2020 Brabham BT62-R

Aunque el BT62 en su forma estándar no es legal para circular, Brabham ofrece a sus clientes una conversión legal para circular conocida como Brabham BT62-R con el proceso de conversión y registro llevado a cabo en el Reino Unido después de pasar por un IVA (Independent Evaluación del vehículo). Supuestamente, los compradores internacionales aún podrán realizar el procedimiento y conducir el automóvil en otros países enviando el automóvil de regreso al Reino Unido una vez cada 12 meses a Brabham para un servicio anual a fin de cumplir con el leyes de registro. Según se informa, los gastos de envío del coche correrían a cargo de la empresa en cada visita.

## En competición

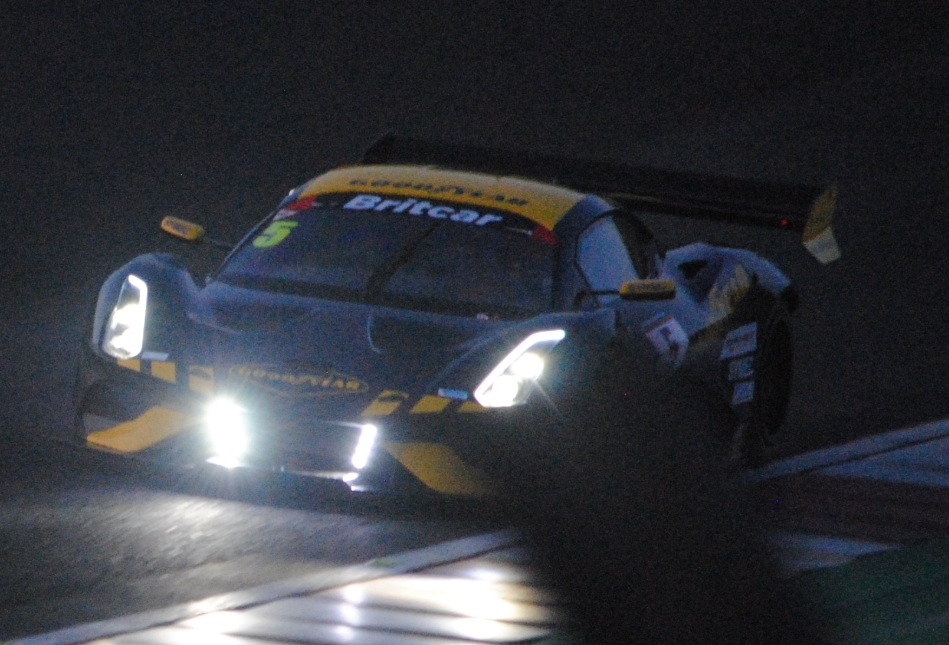
Will Powell conduciendo el Brabham BT62 en Brands Hatch.

El BT62 hizo su debut en carreras en la infame carrera 'Into the Night' en Brands Hatch, compitiendo en el campeonato Britcar Endurance 2019 los días 9 y 10 de noviembre. El 21 de octubre, se anunció que David Brabham y Will Powell pilotearían el coche en las carreras. El coche partió desde la pole position en la primera carrera y finalmente ganó su primera carrera. En la siguiente carrera, el domingo, Will Powell lideró la carrera antes de que saliera el coche de seguridad. El BT62 entró en boxes por un problema con el alternador. Inicialmente se reincorporó a la carrera, pero el coche finalmente se retiró y solo completó 17 vueltas. El nuevo BT62 Competition se disputará en el Campeonato Britcar Endurance 2020 conducido por el actual campeón Paul Bailey, junto al campeón británico de GT4 y Britcar Ross Wylie, quien también es el piloto de desarrollo de Brabham Automotive. Este será el primer BT62 adquirido por un cliente para competir en deportes de motor. En la South Island Endurance Series en Nueva Zelanda, el propietario Dwayne Carter y el tres veces campeón de Supercars Shane van Gisbergen corrieron con un Brabham BT62 en Euromarque Motorsport Park en una carrera de resistencia de 3 horas, pero se les salió una rueda trasera derecha en el segunda vuelta y regresó a la pista después de 30 vueltas después de una hora de carrera, antes de retirar el auto más adelante en la carrera, antes de que van Gisbergen pudiera siquiera dar una vuelta.

## Brabham BT63
En 2021 se anunció una evolución desafinada del BT62 como BT63. El coche es un coche con especificaciones de carreras apto para la normativa GT2. La cilindrada del motor se redujo a 5,2 litros con una potencia reducida de 441 kW (591 hp; 600 CV) a 7.700 rpm y 490 lb⋅ft (664 N⋅m) de torque a 6.200 rpm. El coche, conocido específicamente como Brabham BT63 GT2, es más pesado, más de 1250 kg. El objetivo es cumplir con los requisitos de una relación potencia-peso de 2:1 exigida por las regulaciones GT2. El BT63 hizo su debut en carreras en el circuito de Paul Ricard el 1 de octubre de 2021 en la GT2 European Series dirigida por High Class Racing.